# Ойекан I
Ойекан I (англ. Oyekan I; 1871 — 30 сентября 1900) — Оба (король) Лагоса с 1885 по 30 сентября 1900 года.

## Ранняя жизнь
О детстве будущего короля ничего не известно. Доподлинно известен случай, произошедший в 1883 году. Оба Досунму, отец Ойекана, созвал собрание, чтобы помирить вождей Апену Аджаса и Тайво Олово. Аджаса позволил себе угрожать королю и другим вождям, вследствие чего принц ударил вождя, добавив, что Аджаса не должен оскорблять Обу во дворце Ига Идунганран. Король не одобрил действий Ойекана и проклял его, сказав: «Мальчик, который так поступил, должен быть изгнан». Но все присутствующие, включая вождя Тайво Олово, соперника Аджасы, были в восторге от действий Ойекана. Олово опротестовал это решение, заявив, что «мальчик не будет потерян, он проживёт долгую и процветающую жизнь».

## Правление
Ойекан I вступил на престол примерно через месяц после смерти своего отца Досунму. Положение короля во время правления Ойекана слабло как в финансовом плане, так и в политическим. Ойекан был вынужден согласиться на снижение пенсиона, выплачиваемого британским колониальным правительством, с 1000 до 200 фунтов стерлингов (впоследствии, в 1898 году сумма всё-же была доведена до 400 фунтов). Ойекану также не хватало поддержки со стороны влиятельных вождей вроде Апены Аджаса, с которым он находился в плохих отношениях из-за случая в 1883 году. Наконец, с потерей политического веса король не мог себе позволить осуществлять определённые юридические полномочия, предоставленные по договору Британской империей.

## Смерть
Оба Ойекан скончался во вторник, 30 сентября 1900 года, после долгой болезни. По всей видимости, у Ойекана не было сыновей, поскольку королём стал его брат, Эшугбайи Элеко.